# Olympische Sommerspiele 1988/Fußball
Bei den XXIV. Olympischen Spielen 1988 in Seoul wurde ein Fußballturnier für Männermannschaften ausgetragen. Nachdem bei den drei vergangenen Olympischen Spielen immer eine Gruppe von Ländern einen Boykott verübten, war dies seit 1972 das erste olympische Fußballturnier, an dem alle sportlich qualifizierten Mannschaften teilnahmen.
Spielstätten waren neben dem Olympiastadion und dem Dongdaemun-Stadion in Seoul, das Stadion in Daegu, das Stadion in Daejeon, das Gwangju-Mudeung-Stadion in Gwangju und das Busan-Gudeok-Stadion in Busan.
Deutschland wurde durch eine Olympiaauswahl vertreten, zusammengestellt aus erfahrenen Spielern, die in der A-Nationalmannschaft nur sporadisch zum Einsatz gekommen waren, sowie jüngeren Spielern wie Jürgen Klinsmann oder Thomas Häßler, die erst in der Folgezeit eine tragende Rolle in der A-Nationalmannschaft innehaben sollten.
Im Endspiel standen sich die UdSSR und Brasilien gegenüber. Beide hatten zum zweiten Mal das olympische Finale erreicht. Die UdSSR konnte nach 1956 auch dieses Finale gewinnen, Brasilien blieb zum zweiten Mal in Folge nur die Silbermedaille. Mit dem Sieg der UdSSR endete die nur 1984 auf Grund des Olympiaboykotts der Ostblockstaaten unterbrochene Dominanz der osteuropäischen Staatsamateure, die seit 1952 alle Titel unter sich ausgemacht hatten.

## Qualifikation
In Europa traten die 25 teilnehmenden Mannschaften in fünf Gruppen zu je 5 Mannschaften gegeneinander an. Die bundesdeutsche Mannschaft qualifizierte sich als Gruppenerster der Gruppe 1 vor Polen und Dänemark zum ersten Mal auf sportlichem Wege für die Olympischen Spiele (1972 war man als Gastgeber qualifiziert und 1984 rückte die Mannschaft durch den Boykott der Ostblockmannschaften nach). In Gruppe 2 schied die DDR zum ersten Mal seit 1968 in der Qualifikation aus (1984 war die DDR-Mannschaft qualifiziert, trat aber nicht an), da sie hinter Italien nur den zweiten Gruppenplatz belegen konnte. Die Schweiz scheiterte in Gruppe 4 an der Sowjetunion, Österreich in Gruppe 5 an Jugoslawien. Titelverteidiger Frankreich wurde in der Gruppe 3 mit nur einem Sieg Gruppenletzter, aus dieser Gruppe qualifizierte sich Schweden.
Die südamerikanische Qualifikation wurde im bolivianischen Santa Cruz ausgetragen, die zehn Teilnehmer spielten zunächst in einer ersten Gruppenphase mit zwei Gruppen à fünf Mannschaften gegeneinander, aus jeder Gruppe qualifizieren sich der Gruppensieger und der Gruppenzweiter für die Finalrunde. Diese wurde vom 29. April bis zum 3. Mai 1987 in La Paz ausgespielt. Es qualifizierten sich Brasilien und Argentinien für das Endturnier, Gastgeber Bolivien scheiterte nur aufgrund der schlechteren Tordifferenz gegenüber Argentinien.
In Nordamerika wurden zunächst zwei Runden im K.-o.-System ausgetragen, ehe die Zwei Teilnehmer durch eine Gruppenphase ausgespielt wurden. Es qualifizierten sich die USA und Mexiko. Da sich die Mexikaner vom Endturnier zurückgezogen hatten, qualifizierte sich stattdessen Guatemala für das Endturnier.
Die Qualifikation in Afrika wurde ganz im K.-o.-System ausgetragen, für die Endrunde qualifizierten sich Tunesien, Sambia und Nigeria.
In Asien wurden die Mannschaften in zwei Gruppenzonen (Westasien war Gruppe 1, Südost- und Ostasien Gruppe 2) aufgeteilt, von denen sich zwei Mannschaften neben Gastgeber Südkorea qualifizierten. Zunächst wurden in beiden Zonen Gruppenspiele ausgetragen, um die vier Mannschaften für die Finalgruppen zu ermitteln. In Westasien setzte sich der Irak gegen Kuwait, Katar und Saudi-Arabien durch. China gewann die ostasiatische Qualifikation gegen Japan und Thailand.
Ozeanien bekam erstmals nach Melbourne 1956 wieder einen sicheren Endrundenplatz. Zu den beiden ozeanischen Teilnehmern Australien und Neuseeland kamen auch Israel und Taiwan hinzu, die aufgrund politischer Konflikte nicht in Asien antraten. Australien qualifizierte sich in der Endrunde vor Israel für das olympische Turnier.

## Olympisches Turnier

### Gruppenphase

#### Gruppe A
|                             |   |          |           |
| 17. September 1988 in Busan |   |          |           |
| BR Deutschland              | – | China    | 3:0 (1:0) |
| 17. September 1988 in Daegu |   |          |           |
| Schweden                    | – | Tunesien | 2:2 (2:2) |
| 19. September 1988 in Busan |   |          |           |
| BR Deutschland              | – | Tunesien | 4:1 (1:1) |
| 19. September 1988 in Daegu |   |          |           |
| Schweden                    | – | China    | 2:0 (1:0) |
| 21. September 1988 in Daegu |   |          |           |
| BR Deutschland              | – | Schweden | 1:2 (0:0) |
| 21. September 1988 in Busan |   |          |           |
| Tunesien                    | – | China    | 0:0       |

| Pl. | Land           | Sp. | S | U | N | Tore    | Diff. | Punkte |
| --- | -------------- | --- | - | - | - | ------- | ----- | ------ |
| 1.  | Schweden       | 3   | 2 | 1 | 0 | 006:300 | +3    | 05:10  |
| 2.  | BR Deutschland | 3   | 2 | 0 | 1 | 008:300 | +5    | 04:20  |
| 3.  | Tunesien       | 3   | 0 | 2 | 1 | 003:600 | −3    | 02:40  |
| 4.  | China          | 3   | 0 | 1 | 2 | 000:500 | −5    | 01:50  |

Die von Hannes Löhr trainierte Olympiamannschaft gewann ihre beiden ersten Gruppenspiele souverän und qualifizierte sich vorzeitig für das Viertelfinale. Gegen China hatten Wolfram Wuttke und Frank Mill zweimal getroffen. Gegen Tunesien hatten Roland Grahammer, Holger Fach, Frank Mill und Wolfram Wuttke getroffen, Nabil Maaloul hatte den tunesischen Ehrentreffer erzielt.
Allerdings verlor man durch eine 1:2-Niederlage gegen Schweden die Tabellenführung. In diesem Spiel war Deutschland durch einen Treffer Fritz Walters in Führung gegangen, aber Leif Engqvist und Peter Lönn hatten das Spiel noch gedreht. Die Schweden traten mit einigen talentierten Spielern wie Martin Dahlin an, konnten aber im ersten Spiel gegen Tunesien nicht überzeugen. Erst die Siege über China und Deutschland sicherten den Einzug ins Viertelfinale. Tunesien und China konnten sich in dieser Gruppe nicht durchsetzen.

#### Gruppe B
|                                                   |   |           |           |
| 17. September 1988 in Daejeon                     |   |           |           |
| Sambia                                            | – | Irak      | 2:2 (1:1) |
| 17. September 1988 in Gwangju                     |   |           |           |
| Italien                                           | – | Guatemala | 5:2 (4:1) |
| 19. September 1988 in Daejeon                     |   |           |           |
| Irak                                              | – | Guatemala | 3:0 (0:0) |
| 19. September 1988 in Gwangju                     |   |           |           |
| Sambia                                            | – | Italien   | 4:0 (1:0) |
| 21. September 1988 in Gwangju                     |   |           |           |
| Sambia                                            | – | Guatemala | 4:0 (0:0) |
| 21. September 1988 in Seoul (Tong-Da-Mun-Stadion) |   |           |           |
| Italien                                           | – | Irak      | 2:0 (0:0) |

| Pl. | Land      | Sp. | S | U | N | Tore    | Diff. | Punkte |
| --- | --------- | --- | - | - | - | ------- | ----- | ------ |
| 1.  | Sambia    | 3   | 2 | 1 | 0 | 010:200 | +8    | 05:10  |
| 2.  | Italien   | 3   | 2 | 0 | 1 | 007:600 | +1    | 04:20  |
| 3.  | Irak      | 3   | 1 | 1 | 1 | 005:400 | +1    | 03:30  |
| 4.  | Guatemala | 3   | 0 | 0 | 3 | 002:120 | −10   | 0:60   |

In der Vorrunde erwiesen sich die Sambier als große Überraschung des Turniers. Italien gewann das letzte Spiel gegen den Irak durch die Tore von Ruggiero Rizzitelli und Massimo Mauro mit 2:0 und qualifizierte sich ebenfalls für das Viertelfinale. Guatemala schied nach drei Niederlagen aus.

#### Gruppe C
|                             |   |                    |           |
| 18. September 1988 in Busan |   |                    |           |
| Südkorea                    | – | UdSSR              | 0:0       |
| 18. September 1988 in Daegu |   |                    |           |
| Argentinien                 | – | Vereinigte Staaten | 1:1 (0:0) |
| 20. September 1988 in Busan |   |                    |           |
| Südkorea                    | – | Vereinigte Staaten | 0:0       |
| 20. September 1988 in Daegu |   |                    |           |
| UdSSR                       | – | Argentinien        | 2:1 (2:0) |
| 22. September 1988 in Busan |   |                    |           |
| Argentinien                 | – | Südkorea           | 2:1 (1:1) |
| 22. September 1988 in Daegu |   |                    |           |
| Vereinigte Staaten          | – | UdSSR              | 2:4 (0:3) |

| Pl. | Land               | Sp. | S | U | N | Tore    | Diff. | Punkte |
| --- | ------------------ | --- | - | - | - | ------- | ----- | ------ |
| 1.  | UdSSR              | 3   | 2 | 1 | 0 | 006:300 | +3    | 05:10  |
| 2.  | Argentinien        | 3   | 1 | 1 | 1 | 004:400 | ±0    | 03:30  |
| 3.  | Südkorea           | 3   | 0 | 2 | 1 | 001:200 | −1    | 02:40  |
| 4.  | Vereinigte Staaten | 3   | 0 | 2 | 1 | 003:500 | −2    | 02:40  |

Während der Olympischen Spiele kam es zur ersten Begegnung zwischen den USA und der UdSSR. Die sowjetische Auswahl setzte sich in diesem Spiel mit 4:2 durch und wurde Gruppensieger vor Argentinien.

#### Gruppe D
|                                                   |   |             |           |
| 18. September 1988 in Daejeon                     |   |             |           |
| Brasilien                                         | – | Nigeria     | 4:0 (0:0) |
| 18. September 1988 in Gwangju                     |   |             |           |
| Australien                                        | – | Jugoslawien | 1:0 (0:0) |
| 20. September 1988 in Daejeon                     |   |             |           |
| Jugoslawien                                       | – | Nigeria     | 3:1 (1:0) |
| 20. September 1988 in Seoul (Tong-Da-Mun-Stadion) |   |             |           |
| Brasilien                                         | – | Australien  | 3:0 (1:0) |
| 22. September 1988 in Daejeon                     |   |             |           |
| Brasilien                                         | – | Jugoslawien | 2:1 (1:0) |
| 22. September 1988 in Seoul (Tong-Da-Mun-Stadion) |   |             |           |
| Australien                                        | – | Nigeria     | 1:0 (0:0) |

| Pl. | Land        | Sp. | S | U | N | Tore    | Diff. | Punkte |
| --- | ----------- | --- | - | - | - | ------- | ----- | ------ |
| 1.  | Brasilien   | 3   | 3 | 0 | 0 | 009:100 | +8    | 06:0   |
| 2.  | Australien  | 3   | 2 | 0 | 1 | 002:300 | −1    | 04:20  |
| 3.  | Jugoslawien | 3   | 1 | 0 | 2 | 004:400 | ±0    | 02:40  |
| 4.  | Nigeria     | 3   | 0 | 0 | 3 | 001:800 | −7    | 0:60   |

Die Brasilianer gewannen diese Gruppe mühelos mit drei Siegen, Australien kam als Gruppenzweiter vor Jugoslawien ins Viertelfinale. Großen Anteil an dem Weiterkommen der Australier hatten Frank Farina und John Kosmina, die bei den Siegen über Jugoslawien und Nigeria die Siegtreffer erzielten.

### Viertelfinale
|                                                   |   |                |                      |
| 25. September 1988 in Daegu                       |   |                |                      |
| Schweden                                          | – | Italien        | 1:2 n. V. (1:1, 0:0) |
| 25. September 1988 in Kwangju                     |   |                |                      |
| Sambia                                            | – | BR Deutschland | 0:4 (0:3)            |
| Tore: 1× Wolfgang Funkel / 3× Jürgen Klinsmann    |   |                |                      |
| 25. September 1988 in Busan                       |   |                |                      |
| UdSSR                                             | – | Australien     | 3:0 (0:0)            |
| 25. September 1988 in Seoul (Tong-Da-Mun-Stadion) |   |                |                      |
| Brasilien                                         | – | Argentinien    | 1:0 (0:0)            |

### Halbfinale
|                                              |   |                |                                 |
| 27. September 1988 in Busan                  |   |                |                                 |
| UdSSR                                        | – | Italien        | 3:2 n. V. (1:1, 0:0)            |
| 27. September 1988 in Seoul (Olympiastadion) |   |                |                                 |
| Brasilien                                    | – | BR Deutschland | 1:1 n. V. (1:1, 0:0), 3:2 i. E. |

Holger Fach hatte Deutschland in der 50. Minute in Führung gebracht. Romario glich 11 Minuten vor Schluss aus. Nur zwei Minuten später erhielt Deutschland einen Elfmeter nach Foul an Klinsmann. Doch Wolfgang Funkel scheiterte mit dem Strafstoß an Brasiliens Torwart Taffarel. Nach 120 Minuten stand es immer noch 1:1 und im Elfmeterschießen unterlag Deutschland Brasilien.
- Elfmeterschießen:
  - Taffarel hält Olaf Janßens Schuss
  - Joao Paolo trifft zum 1:0
  - Jürgen Klinsmann verschießt
  - Luís Carlos Winck trifft zum 2:0
  - Gerhard Kleppinger trifft zum 2:1
  - Romario trifft zum 3:1
  - Holger Fach trifft zum 3:2
  - Uwe Kamps hält Andre Cruz’ Schuss
  - Taffarel hält Wolfram Wuttkes Schuss[1]

### Spiel um Bronze
|                                              |   |         |           |
| 30. September 1988 in Seoul (Olympiastadion) |   |         |           |
| BR Deutschland                               | – | Italien | 3:0 (2:0) |

Im letzten Spiel besiegte die bundesdeutsche Olympiamannschaft Italien mit 3:0 (Klinsmann, Kleppinger, Schreier) und gewann zum ersten Mal im Fußball eine Olympiamedaille.

### Finale
| Sowjetunion                                                                  | Sowjetunion | Brasilien | Brasilien |
| ---------------------------------------------------------------------------- | --- | --- | --------- |
| Sowjetunion                                                                  | \| Sa., 1. Oktober 1988 um 19:00 Uhr (12:00 Uhr MESZ) in Seoul (Olympiastadion) \| \| Ergebnis: 2:1 n. V. (1:1, 0:1) \| \| Zuschauer: 74.000 \| \| Schiedsrichter: Gérard Biguet ( Frankreich) \| \| Spielbericht \|                                                                         | \| Sa., 1. Oktober 1988 um 19:00 Uhr (12:00 Uhr MESZ) in Seoul (Olympiastadion) \| \| Ergebnis: 2:1 n. V. (1:1, 0:1) \| \| Zuschauer: 74.000 \| \| Schiedsrichter: Gérard Biguet ( Frankreich) \| \| Spielbericht \| | Brasilien |
| Sowjetunion                                                                  | Dmitri Charin – Gela Ketaschwili, Jewgeni Jarowenko, Sergei Gorlukowitsch, Wiktor Lossew – Jewgeni Kusnezow, Igor Dobrowolski, Alexei Michailitschenko, Wladimir Tatartschuk – Vladimir Liutyi (115. Igor Skljarow), Arminas Narbekovas (46. Juri Sawitschew) Cheftrainer: Anatoli Byschowez | Cláudio Taffarel – Luís Carlos Winck, André Cruz, Aloísio, Jorginho – Andrade, Milton, Neto (73. Edmar) – Careca, Bebeto (75. João Paulo), Romário Cheftrainer: Carlos Alberto Silva                                 | Brasilien |
| Sowjetunion                                                                  | 1:1 Dobrowolski (60., Foulelfmeter) 2:1 Sawitschew (103.) | 0:1 Romário (29.) | Brasilien |
| Sowjetunion                                                                  | Ketaschwili (42.), Tatartschuk (78.), Gorlukowitsch (91.) | Careca (42.), Winck (72.), Aloísio (115.) | Brasilien |
| Sowjetunion                                                                  | Tatartschuk (110.) | Edmar (112.) | Brasilien |
| Sa., 1. Oktober 1988 um 19:00 Uhr (12:00 Uhr MESZ) in Seoul (Olympiastadion) | | |           |
| Ergebnis: 2:1 n. V. (1:1, 0:1)                                               | | |           |
| Zuschauer: 74.000                                                            | | |           |
| Schiedsrichter: Gérard Biguet ( Frankreich)                                  | | |           |
| Spielbericht                                                                 | | |           |

## Medaillenränge
| Rang                  | Medaillengewinner |
| --------------------- | --- |
| Gold UdSSR            | Alexander Borodjuk, Dmitri Charin (TW), Igor Dobrowolski, Sergei Fokin, Sergei Gorlukowitsch, Arvydas Janonis, Jewgeni Jarowenko, Gela Ketaschwili, Jewgeni Kusnezow, Wolodymyr Ljutyj, Wiktor Lossew, Oleksij Mychajlytschenko, Arminas Narbekovas, İqor Ponomaryov, Alexei Prudnikow (TW), Juri Sawitschew, Igor Skljarow, Wladimir Tatartschuk, Oleksij Tscherednyk, Wadym Tyschtschenko Trainer: Anatoli Byschowez |
| Silber Brasilien      | Ademir, Aloísio, Batista, Bebeto, Valdo, Careca, Ze Carlos (TW), André Cruz, Edmar, Milton, Jorginho, Mazinho, Neto, Ricardo Gomes, João Paulo, Romário, Andrade, Geovani Silva, Cláudio Taffarel (TW), Luís Carlos Winck Trainer: Carlos Alberto Silva |
| Bronze BR Deutschland | Rudi Bommer, Holger Fach, Wolfgang Funkel, Armin Görtz, Roland Grahammer, Thomas Häßler, Thomas Hörster, Olaf Janßen, Uwe Kamps (TW), Gerhard Kleppinger, Jürgen Klinsmann, Frank Mill , Oliver Reck (TW), Karl-Heinz Riedle, Gunnar Sauer, Christian Schreier, Michael Schulz, Ralf Sievers, Fritz Walter, Wolfram Wuttke Trainer: Hannes Löhr                                                                        |

## Beste Torschützen
| Rang | Spieler                 | Tore |
| ---- | ----------------------- | ---- |
| 1    | Romário                 | 7    |
| 2    | Kalusha Bwalya          | 6    |
|      | Igor Dobrowolski        | 6    |
| 4    | Alexei Michailitschenko | 5    |
| 5    | Jürgen Klinsmann        | 4    |
| 6    | Frank Mill              | 3    |
|      | Pietro Paolo Virdis     | 3    |
|      | Carlos Alfaro Moreno    | 3    |
|      | Jan Hellström           | 3    |
| 10   | Holger Fach             | 2    |
|      | Wolfram Wuttke          | 2    |
| …    |                         |      |
| 21   | Gerhard Kleppinger      | 1    |
|      | Christian Schreier      | 1    |
|      | Fritz Walter            | 1    |
|      | Wolfgang Funkel         | 1    |
|      | Roland Grahammer        | 1    |

Den besten Sturm hatte die Olympiamannschaft der Bundesrepublik Deutschland, die insgesamt 16 Tore schoss.